# Henri Pinta
Pour les articles homonymes, voir Pinta.
Henri Louis Marius Pinta, né le 15 juin 1856 à Marseille et mort le 18 octobre 1944 à Paris, est un peintre français, spécialisé dans la peinture religieuse.

## Biographie

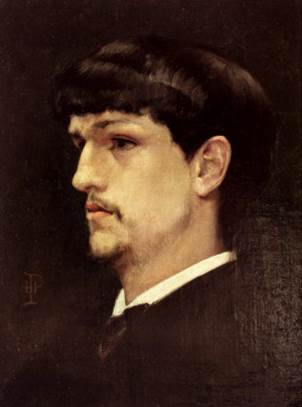
Henri Pinta, Portrait de Claude Debussy (1886)

Henri Pinta est l'élève d'Alexandre Cabanel et Jules Lefebvre à l'École des beaux-arts de Paris. Lauréat du prix de Rome de peinture en 1884 pour son tableau Le Serment de Brutus après la mort de Lucrèce, Pinta est surtout connu pour ses compositions religieuses. De 1885 à 1888, il est pensionnaire à la villa Médicis à Rome, pendant le deuxième directorat d’Ernest Hébert.
En 1885, pour son envoi à Paris pour l'exposition des travaux des pensionnaires, Pinta avait choisi un sujet étrange, pour ne pas dire hérétique, Le Christ pleurant sur l’inutilité de son sacrifice, dans lequel le Christ était représenté sous les traits d’un personnage qui n’avait rien de divin. L'année suivante, il proposa une Sainte Marthe, d’une composition ingénieuse, qui fut toutefois l'objet de quelques critiques en raison des ajustements « trop coquets » des personnages et de la négligence avec laquelle il avait traité la pécheresse repentie. En 1887, il avait fourni une assez bonne copie de La Messe de Bolsena, peinte par Raphaël pour la chambre d'Héliodore au Vatican (1512-1514), mais son Tobie et l’ange n'échappa pas à la critique, semblant constituer surtout une étude de paysage. En 1888, L'Aurore, le tableau peint lors de sa 4e et dernière année à l'Académie, eut droit à peu près à tous les reproches. On le trouva vulgaire, d’un dessin médiocre, d’un coloris faible avec ces teintes blafardes à la mode (à la Puvis de Chavannes sans doute).
En 1886, Henri Pinta peint un portrait de Claude Debussy, pensionnaire en même temps que lui à la villa Médicis. Il fut aussi l'ami durant de nombreuses années d'un autre peintre marseillais, Alexandre Jean-Baptiste Brun.
Henri Pinta réalisa, avec le concours des ateliers Champigneulle, les vitraux de la basilique du Sacré-Cœur de Marseille, construite dans les années 1920-1930. Il est également l'auteur de cartons de mosaïques. En 1933, il commence l'élaboration des cartons de la grande mosaïque de 120 m2, réalisés également par les ateliers Champigneulle, qui sera mise en place en 1941 au-dessus du chœur de la basilique du Sacré-Cœur de Marseille. On retrouve ses œuvres dans de plusieurs églises de Marseille, notamment l'église de Saint-Barnabé (chœur), l'église Notre-Dame-du-Mont (la voute du chœur), église Saint-Pierre et Saint-Paul (tableau du chevet) et au monastère des Clarisses (tableaux).

## Œuvres dans les collections publiques

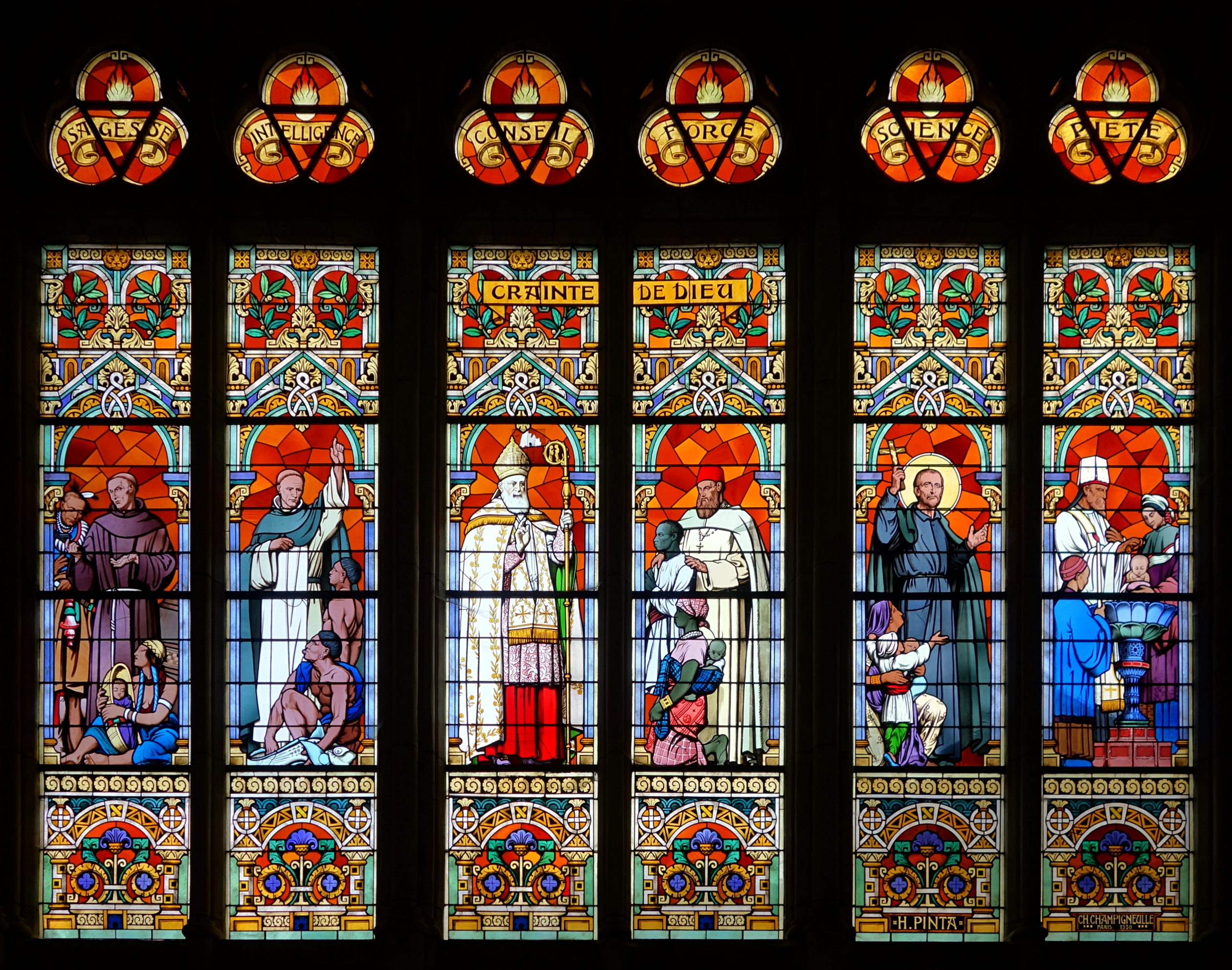
Vitraux de l'église Saint-Vaast de Béthune (1930).

- Marseille, musée Cantini : Sainte-Marthe et la Tarasque, 1887.
- Paris :
  - École nationale supérieure des beaux-arts : Le Serment de Brutus après la mort de Lucrèce, 1884.
  - église Saint-François-Xavier : Mort de saint-Joseph, 1915.

## Salons
- Salon des artistes français :
  - 1887 : Sainte-Marthe et la Tarasque ;
  - 1902 : La Vierge à l'étole
  - 1911 : Partie de piquet à l'hospice Condé ;
  - 1920 : Portrait de monseigneur Alexandre Le Roy (1854-1938), missionnaire et explorateur en Afrique.